# Vystrkov
Vystrkov (en allemand : Wisterkow) est une commune du district de Pelhřimov, dans la région de Vysočina, en République tchèque. Sa population s'élevait à 277 habitants en 2024.

## Géographie
Vystrkov se trouve à 2,5 km au sud de Humpolec, à 13,4 km au nord-est de Pelhřimov, à 22,3 km au nord-ouest de Jihlava e à 92 km au sud-est de Prague.
La commune est limitée par Humpolec à l'ouest, au nord et à l'est, et par Komorovice à l'est et au sud.

## Histoire
La première mention écrite de la localité date de 1599.

## Transports
Par la route, Vystrkov se trouve à 3 km de Humpolec, à 14,5 km de Pelhřimov, à 30 km de Jihlava et à 102 km de Prague. La commune est desservie par l'autoroute D1, et accessible par la sortie  90.